# Premio Rubio de Francia
El Premio José Luis Rubio de Francia es una distinción matemática que otorga desde 2004 la Real Sociedad Matemática Española (RSME), nombrado en honor al matemático español José Luis Rubio de Francia.

## Historia
Fue creado en 2004 por la RSME. Es uno de los premios científicos importantes en España y la más alta distinción que se concede a investigadores en matemáticas de menos de 32 años, ya sean españoles o que hayan realizado su trabajo en España.
Actualmente, cuenta con el patrocinio de la Universidad Autónoma de Madrid y la Universidad de Zaragoza, está dotado con 3.000 euros para el ganador, y consiste, además, de una "Start-up grant", por la cual la Fundación BBVA apoya, con 35.000 euros, en la investigación del premiado o premiada en los tres años de investigación posteriores a la recepción del premio.